# 盘锦盟尊足球俱乐部
盘锦盟尊足球俱乐部成立于2009年1月，而盘锦盟尊也是辽宁足球俱乐部的一家卫星俱乐部，担负起为辽足训练、培养优秀年轻球员的任务。2010年11月，盘锦盟尊宣布解散。 

## 俱乐部历史
2009年1月15日由盘锦市三位本土民营企业家集资组建的盘锦盟尊足球俱乐部成立，俱乐部原本自有一支以1989年龄段球员为主的球队。在俱乐部与辽宁足球俱乐部合作后，辽足梯队与俱乐部原有的球员联合组成球队，並由辽足梯队主教练隋明云出任球队的主教练参加同年的乙级联赛，取得了4场比赛胜利，而且全部是在主场获得的，预赛获第六名无缘決赛階段的比赛。
盘锦盟尊在参加中乙联赛两个赛季中，均未进入决赛阶段。特别是在2010年赛季，盘锦盟尊更是以4胜2平10负的成绩排在北区最后一位，2010年10月，盘锦盟尊将整体股份转让至抚顺新野足球俱乐部。